# Бондарев, Тимофей Михайлович
Тимофе́й Миха́йлович Бо́ндарев (1820 — 1898) — российский философ-самоучка, чей трактат «Трудолюбие и тунеядство, или Торжество земледельца» вдохновлял Льва Толстого.

## Биография
Крестьянин, сын крепостного области Войска Донского. Грамоте обучал местный дьяк. Отличался вольнодумством, проявлял интерес к просветительской и запрещённой литературе, знал и любил русскую поэзию. Помещик Чернозубов сдал его в солдаты (1857) «на тридцать восьмом году жизни, по николаевским законам на двадцать пять лет». Оставив 4-х детей на попечение жены, Бондарев прослужил на Кавказе в 26-м полку Кубанского войска десять лет. Прославился большими познаниями в области литературы, комментировал главы «Путешествия из Петербурга в Москву» Радищева.
Считая, что другая религия защитит человека от произвола государства, Бондарев отказывается от православия и переходит в иудейство. Его лишили воинского звания, медали и заключили в Усть-Лабинскую тюрьму (1865—1867). В 1867 году военносудная комиссия направляет Бондарева на вечное поселение в Сибирь. Енисейский губернатор определил ссыльного в деревню Иудино (ныне Бондарёво), куда поселялись отступники от православия: субботники (иудеи) и молокане. Единственный грамотный на всю деревню, Бондарев открыл школу для крестьянских детей и учительствовал в ней на протяжении 30 лет. Первым на месте поселения он стал заниматься орошением полей, выращиванием овощей, начал сплавлять избыток продуктов по рекам Абакану, Енисею на Север.
Начиная с 1870-х годов, в письменном виде стал излагать свои мысли насчёт обогащения российской казны и предложения по выходу народа из нищенского состояния. Написал трактат «Трудолюбие и тунеядство, или Торжество земледельца», созвучный идеям Льва Толстого. Ссыльный B.C. Лебедев сумел переслать рукопись Г. И. Успенскому, который ссылался потом на неё в статье «Трудами рук своих» («Русское богатство». 1884. № 12). Ещё один экземпляр рукописи через основателя Минусинского краеведческого музея Н. М. Мартьянова переправили Л. Н. Толстому. Во всех 11 письмах, адресованных Бондареву, Л. Н. Толстой подчёркивал силу, ясность, красоту и искренность убеждений, важность основного труда крестьянского философа. 

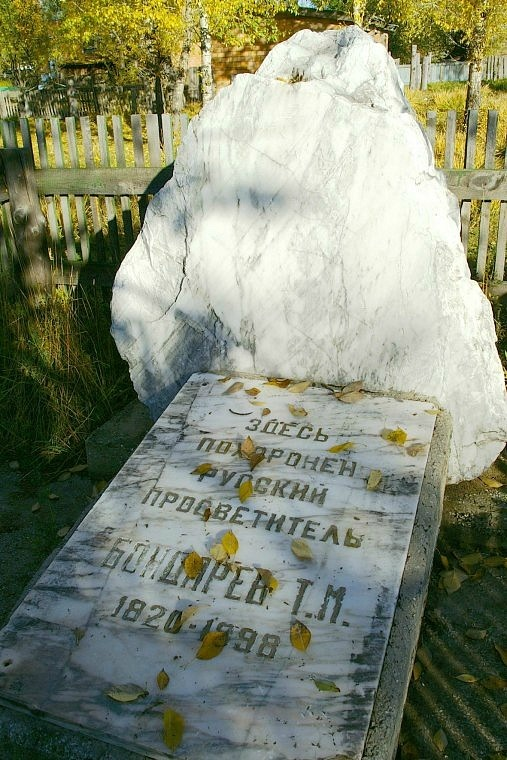
Могила Т. М. Бондарева в селе Бондарёво

Л. Н. Толстому удалось напечатать основной труд Бондарева в России; в сокращённом виде он был опубликован в 1888 году в еженедельнике «Русское дело» (№ 12 и 13) с послесловием Толстого, в 1890 году издан в переводах на французский и английский языки с его же предисловием, отдельное издание по-русски выпущено в 1906 году издательством «Посредник», но в 1908 году книга была конфискована, изъята из продажи и вновь стала доступной лишь в марте 1917 года. Основная мысль Бондарева состоит в том, что слова Книги Бытия (Бытие 3:16-19) о том, что человек будет в поте лица добывать свой хлеб, подразумевают непосредственное занятие крестьянским трудом как основное условие праведности. По словам самого Толстого (в трактате «Так что же нам делать?», гл. XXXVIII),

За всю мою жизнь два русских мыслящих человека имели на меня большое нравственное влияние и обогатили мою мысль и уяснили мне моё миросозерцание… два живущие теперь замечательные человека, оба всю свою жизнь работавшие мужицкую работу, — крестьяне Сютаев и Бондарев.

В 1958 году деревня, в которой жил и умер Бондарев (ныне находится на территории Бейского района Хакасии), была названа его именем, в 2005 году в ней был воздвигнут памятник Бондарёву.